# Brzozowska Góra
Brzozowska Góra (niem. Brosowkenberg) – część wsi Brzozówko w Polsce, w województwie warmińsko-mazurskim, w powiecie węgorzewskim, w gminie Budry.

## Nazwa
28 marca 1949 r. ustalono urzędową polską nazwę miejscowości – Brzozowska Góra, określając drugi przypadek jako Brzozowskiej Góry, a przymiotnik – brzozowski.